# Piliocolobus tephrosceles
El colobo rojo ugandés (Piliocolobus tephrosceles) es una especie de primate catarrino de la familia Cercopithecidae que habita en los bosques de Uganda, Ruanda, Burundi y el oeste de Tanzania. Inicialmente se lo consideró una subespecie del colobo rojo occidental (Piliocolobus badius) y luego como subespecie del colobo rojo centroafricano (Piliocolobus foai). Le fue dado el estatus de especie por Groves en 2001, mientras otros han sugerido que podría considerárselo una subespecie del colobo rojo del río Tana (Piliocolobus rufomitratus).